# Gran Premio de los Países Bajos de Motociclismo de 1977
El Gran Premio de los Países Bajos de Motociclismo de 1977 fue la sexta prueba de la temporada 1977 del Campeonato Mundial de Motociclismo. El Gran Premio se disputó el 25 de junio de 1977 en el Circuito de Assen.

## Resultados 500cc
En la categoría reina, la lluvia facilitó la victoria ante su público de Wil Hartog, un especialista en mojado. Esta es la primera victoria en palmarés del holandés. Ningún aspirante fue capaz de seguir a Hartog mientras la pista estaba húmeda. Solo el francés Christian Estrosi estuvo a la altura ya que no solo no lo alcanzó sino que arriesgó tanto que se cayó en una chicane.
| Pos.     | Piloto              | Equipo | Tiempo    | Pts. |
| -------- | ------------------- | ------ | --------- | ---- |
| 1        | Wil Hartog          | Suzuki | 52' 35" 4 | 15   |
| 2        | Barry Sheene        | Suzuki | +5" 9     | 12   |
| 3        | Pat Hennen          | Suzuki | +10" 5    | 10   |
| 4        | Philippe Coulon     | Suzuki | +10" 9    | 8    |
| 5        | Steve Baker         | Yamaha | +11" 6    | 6    |
| 6        | Marco Lucchinelli   | Suzuki | +12" 1    | 5    |
| 7        | Teuvo Länsivuori    | Suzuki | +18" 2    | 4    |
| 8        | Michel Rougerie     | Suzuki | +20" 3    | 3    |
| 9        | Armando Toracca     | Suzuki | +21" 7    | 2    |
| 10       | Virginio Ferrari    | Suzuki | +36" 2    | 1    |
| 11       | Jack Middelburg     | Suzuki | +55" 4    |      |
| 12       | John Newbold        | Suzuki | +1' 21" 7 |      |
| 13       | Gianni Rolando      | Suzuki | +1' 46" 8 |      |
| 14       | Warren Willing      | Yamaha | +2' 34" 9 |      |
| 15       | Leslie van Breda    | Suzuki | +3' 02" 8 |      |
| 16       | Jean-Philippe Orban | Suzuki | +1 Vuelta |      |
| 17       | Max Wiener          | Suzuki | +1 Vuelta |      |
| 18       | Piet van der Wal    | Yamaha | +1 Vuelta |      |
| Ret      | Gianfranco Bonera   | Suzuki | Ret       |      |
| Ret      | Christian Estrosi   | Suzuki | Ret       |      |
| Ret      | Giacomo Agostini    | Yamaha | Ret       |      |
| Ret      | Franz Rau           | Suzuki | Ret       |      |
| Ret      | Karl Auer           | Suzuki | Ret       |      |
| Ret      | Willem Zoet         | Suzuki | Ret       |      |
| Ret      | Helmut Kassner      | Suzuki | Ret       |      |
| Ret      | Steve Parrish       | Suzuki | Ret       |      |
| Ret      | Børge Nielsen       | Suzuki | Ret       |      |
| Ret      | John Williams       | Suzuki | Ret       |      |
| Ret      | Stu Avant           | Suzuki | Ret       |      |
| DNS      | Dave Potter         | Suzuki | DNS       |      |
| DNS      | Marcel Ankoné       | Suzuki | DNS       |      |
| DNQ      | Jack Findlay        | Suzuki | DNQ       |      |
| DNQ      | Bosse Granath       | Suzuki | DNQ       |      |
| DNQ      | Alex George         | Suzuki | DNQ       |      |
| DNQ      | Rob Bron            | Suzuki | DNQ       |      |
| Sources: |                     |        |           |      |

## Resultados 350cc
En 350cc, el sudafricano Kork Ballington no tuvo dificultades para conseguir la victoria, seguido a cierta distancia del norirlandés Tom Herron. A pesar de todo, Herron tuvo que ceder el podio en favor de los franceses Michel Rougerie y Patrick Fernandez. El japonés y líder del Mundial, Takazumi Katayama tuvo que abandonar por problemas en la caja de cambios y Giacomo Agostini siguió el mismo camino por problemas en la carburación.
| Pos. | Piloto              | Moto              | Tiempo     | Pts. |
| ---- | ------------------- | ----------------- | ---------- | ---- |
| 1    | Kork Ballington     | Yamaha            | 49' 25" 3  | 15   |
| 2    | Michel Rougerie     | Yamaha            | +1" 2      | 12   |
| 3    | Patrick Fernandez   | Yamaha            | +1" 7      | 10   |
| 4    | Tom Herron          | Yamaha            | +3" 7      | 8    |
| 5    | Franco Uncini       | Bakker-HD         | +39" 1     | 6    |
| 6    | Jon Ekerold         | Yamaha            | +1' 00" 4  | 5    |
| 7    | Olivier Chevallier  | Yamaha            | +1' 07" 7  | 4    |
| 8    | Walter Villa        | Bakker-HD         | +1' 10" 9  | 3    |
| 9    | Alan North          | Yamaha            | +1' 21" 2  | 2    |
| 10   | Patrick Pons        | Yamaha            | +1' 22" 1  | 1    |
| 11   | Jack Middelburg     | Yamaha            | +1' 27" 9  |      |
| 12   | Chas Mortimer       | Maxton-Yamaha     | +1' 31" 2  |      |
| 13   | Helmut Kassner      | Yamaha            | +1' 32" 5  |      |
| 14   | Jean-François Baldé | Yamaha            | +1' 32" 6  |      |
| 15   | Eddie Roberts       | Maxton-Yamaha     | +1' 48" 1  |      |
| 16   | Børge Nielsen       | Yamaha            | +2' 30" 5  |      |
| 17   | Walter Hoffmann     | Yamaha            | +2' 40" 4  |      |
| 18   | Karl Auer           | Yamaha            | +2' 49" 3  |      |
| 19   | Rob Bron            | Yamaha            | +2 Vueltas |      |
| Ret  | Mario Lega          | Bakker-Morbidelli | Ret        |      |
| Ret  | Vic Soussan         | Yamaha            | Ret        |      |
| Ret  | Christian Sarron    | Yamaha            | Ret        |      |
| Ret  | Bernard Fau         | Yamaha            | Ret        |      |
| Ret  | Pekka Nurmi         | Yamaha            | Ret        |      |
| Ret  | Giacomo Agostini    | Yamaha            | Ret        |      |
| Ret  | Tapio Virtanen      | Yamaha            | Ret        |      |
| Ret  | John Weeden         | Yamaha            | Ret        |      |
| Ret  | John Newbold        | Yamaha            | Ret        |      |
| Ret  | Takazumi Katayama   | Yamaha            | Ret        |      |
| Ret  | Pentti Korhonen     | Yamaha            | Ret        |      |
| DNQ  | Etienne Geeraerdt   | Yamaha            | DNQ        |      |
| DNQ  | Franz Rau           | Yamaha            | DNQ        |      |
| DNQ  | Piet van der Wal    | Yamaha            | DNQ        |      |
| DNQ  | Kees van der Kruijs | Yamaha            | DNQ        |      |
| DNQ  | Max Wiener          | Yamaha            | DNQ        |      |
| DNQ  | Alex George         | Yamaha            | DNQ        |      |
| DNQ  | Vinicio Salmi       | Yamaha            | DNQ        |      |
| DNQ  | Jack Findlay        | Yamaha            | DNQ        |      |

## Resultados 250cc
En el cuarto de litro, victoria del británico Mick Grant, que mandó con gran autoridad y remontada espectacular del también piloto de Kawasaki Franco Uncini que, saliendo desde el último lugar, logró terminar segundo.
| Pos. | Piloto              | Moto          | Tiempo    | Pts. |
| ---- | ------------------- | ------------- | --------- | ---- |
| 1    | Mick Grant          | Kawasaki      | 47' 46" 8 | 15   |
| 2    | Franco Uncini       | Bakker-HD     | +8" 6     | 12   |
| 3    | Barry Ditchburn     | Kawasaki      | +13" 2    | 10   |
| 4    | Walter Villa        | Bakker-HD     | +17" 8    | 8    |
| 5    | Mario Lega          | Morbidelli    | +19" 2    | 6    |
| 6    | Takazumi Katayama   | Yamaha        | +25" 5    | 5    |
| 7    | Jon Ekerold         | Yamaha        | +37" 5    | 4    |
| 8    | Pentti Korhonen     | Yamaha        | +45" 3    | 3    |
| 9    | Philippe Bouzanne   | Yamaha        | +1' 09" 6 | 2    |
| 10   | Tom Herron          | Yamaha        | +1' 21" 2 | 1    |
| 11   | Olivier Chevallier  | Yamaha        | +1' 24" 4 |      |
| 12   | Patrick Pons        | Yamaha        | +1' 28" 3 |      |
| 13   | Pekka Nurmi         | Yamaha        | +1' 31" 7 |      |
| 14   | Aldo Nannini        | Yamaha        | +1' 46" 2 |      |
| 15   | Masahiro Wada       | Kawasaki      | +1' 46" 5 |      |
| 16   | Warren Willing      | Yamaha        | +2' 08" 1 |      |
| 17   | Hans Müller         | Yamaha        | +2' 32" 3 |      |
| 18   | Michel Frutschi     | Yamaha        | +2' 46" 9 |      |
| 19   | Leif Gustafsson     | Yamaha        | +2' 47" 9 |      |
| 20   | Albert Siegers      | Yamaha        | +1 Vuelta |      |
| Ret  | Alan North          | Yamaha        | Ret       |      |
| Ret  | Kork Ballington     | Yamaha        | Ret       |      |
| Ret  | Jean-François Baldé | Yamaha        | Ret       |      |
| Ret  | Vic Soussan         | Yamaha        | Ret       |      |
| Ret  | Patrick Fernandez   | Yamaha        | Ret       |      |
| Ret  | Bert Struyk         | Yamaha        | Ret       |      |
| Ret  | Chas Mortimer       | Maxton-Yamaha | Ret       |      |
| Ret  | Anton Mang          | Yamaha        | Ret       |      |
| Ret  | Harald Bartol       | Yamaha        | Ret       |      |
| Ret  | Christian Sarron    | Yamaha        | Ret       |      |
| DNS  | Paolo Pileri        | Morbidelli    | DNS       |      |
| DNS  | John Dodds          | Yamaha        | DNS       |      |
| DNQ  | Kees van der Kruijs | Yamaha        | DNQ       |      |
| DNQ  | Henk van Kessel     | Yamaha        | DNQ       |      |
| DNQ  | Jan van Disseldorf  | Yamaha        | DNQ       |      |
| DNQ  | Vinicio Salmi       | Yamaha        | DNQ       |      |

## Resultados 125cc
Doble victoria de Ángel Nieto en este Gran Premio. En el del cuarto de litro, el español se vio favorecido por la caída del líder de la general, el italiano Pier Paolo Bianchi cuando iba cómodamente transitando en cabeza. A partir de ahí, el piloto de Bultaco intentó no bajar el ritmo para perder terreno ante el austríaco Harald Bartol. Con esta victoria, Nieto se acerca al liderato que aún sigue siendo comandada cómodamente por Bianchi.
| Pos. | Piloto                 | Moto       | Tiempo    | Pts. |
| ---- | ---------------------- | ---------- | --------- | ---- |
| 1    | Ángel Nieto            | Bultaco    | 46' 29" 1 | 15   |
| 2    | Harald Bartol          | Morbidelli | +51" 8    | 12   |
| 3    | Gert Bender            | Bender     | +1' 03" 6 | 10   |
| 4    | Anton Mang             | Morbidelli | +1' 04" 0 | 8    |
| 5    | Jean-Louis Guignabodet | Morbidelli | +1' 17" 2 | 6    |
| 6    | Stefan Dörflinger      | Morbidelli | +1' 24" 1 | 5    |
| 7    | Horst Seel             | Seel       | +1' 26" 0 | 4    |
| 8    | Julien van Zeebroeck   | Morbidelli | +2' 00" 1 | 3    |
| 9    | Pier Paolo Bianchi     | Morbidelli | +2' 01" 6 | 2    |
| 10   | Matti Kinnunen         | Morbidelli | +2' 02" 0 | 1    |
| 11   | Hans Müller            | Morbidelli | +2' 03" 2 |      |
| 12   | Walter Koschine        | Morbidelli | +2' 08" 4 |      |
| 13   | Cees van Dongen        | Morbidelli | +2' 31" 3 |      |
| 14   | Theo van Geffen        | Morbidelli | +2' 40" 9 |      |
| 15   | Johann Parzer          | Morbidelli | +2' 44" 5 |      |
| 16   | Thierry Noblesse       | Morbidelli | +2' 45" 1 |      |
| 17   | Jan Huberts            | Morbidelli | +2' 48" 2 |      |
| 18   | Mar Schouten           | Morbidelli | +3' 05" 9 |      |
| 19   | Roel Cornelis          | Morbidelli | +3' 30" 0 |      |
| 20   | Luigi Rinaudo          | Morbidelli | +3' 30" 2 |      |
| 21   | Hans Hallberg          | Morbidelli | +1 Vuelta |      |
| 22   | Peter van Niel         | Morbidelli | +1 Vuelta |      |
| 23   | Hans-Jürgen Hummel     | Morbidelli | +1 Vuelta |      |
| Ret  | Eugenio Lazzarini      | Morbidelli | Ret       |      |
| Ret  | Jan Ubels              | Buton      | Ret       |      |
| Ret  | Pierre Cecchini        | Maico      | Ret       |      |
| Ret  | Henk van Kessel        | Condor     | Ret       |      |
| Ret  | Leif Gustafsson        | Morbidelli | Ret       |      |
| Ret  | Patrick Plisson        | Morbidelli | Ret       |      |
| Ret  | Bert Klaassens         | Yamaha     | Ret       |      |
| DNQ  | Alfred Schmid          | Morbidelli | DNQ       |      |

## Resultados 50cc
Doblete español y de Bultaco en la pequeña cilindrada con Ángel Nieto ganando el Gran Premio y con Ricardo Tormo en el segundo puesto del cajón en este Gran Premio. En la clasificación general, pone más tierra de por medio con respecto al italiano Eugenio Lazzarini, que tan solo pudo acabar cuarto en esta carrera.
| Pos. | Piloto                 | Moto           | Tiempo    | Pts. |
| ---- | ---------------------- | -------------- | --------- | ---- |
| 1    | Ángel Nieto            | Bultaco        | 32' 29" 8 | 15   |
| 2    | Ricardo Tormo          | Bultaco        | +26" 9    | 12   |
| 3    | Herbert Rittberger     | Kreidler       | +48" 9    | 10   |
| 4    | Eugenio Lazzarini      | Kreidler       | +56" 4    | 8    |
| 5    | Stefan Dörflinger      | Kreidler       | +58" 6    | 6    |
| 6    | Patrick Plisson        | ABF            | +1' 19" 7 | 5    |
| 7    | Wolfgang Müller        | Kreidler       | +1' 51" 0 | 4    |
| 8    | Hagen Klein            | Kreidler       | +1' 51" 1 | 3    |
| 9    | Hans-Jürgen Hummel     | Kreidler       | +2' 21" 4 | 2    |
| 10   | Peter Looijesteijn     | Kreidler       | +2' 21" 5 | 1    |
| 11   | Ingo Emmerich          | Kreidler       | +2' 28" 7 |      |
| 12   | Ton Kooyman            | Hemeyla        | +2' 40" 9 |      |
| 13   | Theo van Geffen        | GVS            | +2' 51" 0 |      |
| 14   | Günter Schirnhofer     | Kreidler       | +3' 01" 2 |      |
| 15   | Pierre Dumont          | Kreidler       | +3' 02" 2 |      |
| 16   | Jean-Louis Guignabodet | UFO-Morbidelli | +3' 20" 6 |      |
| Ret  | Juup Bosman            | Kreidler       | Ret       |      |
| Ret  | Engelbert Kip          | Kreidler       | Ret       |      |
| Ret  | Rudolf Kunz            | Kreidler       | Ret       |      |
| Ret  | Henk Wevers            | Kreidler       | Ret       |      |
| Ret  | Gerrit Strikker        | Kreidler       | Ret       |      |
| Ret  | Theo Timmer            | Kreidler       | Ret       |      |
| Ret  | Joaquín Galí           | Bultaco        | Ret       |      |
| Ret  | Hans Knoppers          | Kreidler       | Ret       |      |
| Ret  | Ramón Galí             | Derbi          | Ret       |      |
| Ret  | Benjamin Laurent       | Ret            |           |      |
| Ret  | Walter Däuwel          | Kreidler       | Ret       |      |
| Ret  | Cees van Dongen        | Kreidler       | Ret       |      |
| Ret  | Jacky Hutteau          | ABF            | Ret       |      |
| DNQ  | Julien van Zeebroeck   | Kreidler       | DNQ       |      |